# 1455 en Angleterre
Chronologie de l'Angleterre
- 1451
- 1452
- 1453
- 1454
- 1455
- 1456
- 1457
- 1458
- 1459

Cette page concerne l'année 1455 du calendrier julien.

## Naissances en 1455
- 4 septembre : Henry Stafford, 2e duc de Buckingham
- Date inconnue :
  - Thomas Englefield, speaker de la Chambre des communes
  - Thomas Grey, 1er marquis de Dorset
  - Julian Notary, imprimeur
  - Edmund de Ros, 10e baron de Ros
  - John Spencer, noble
  - Catherine Stourton, baronne Grey de Codnor

## Décès en 1455
- 13 février : Thomas Hoo, 1er baron Hoo and Hastings
- 22 mai :
  - Edmond Beaufort, 1er duc de Somerset
  - Henry Percy, 2e comte de Northumberland
  - Thomas Clifford, 8e baron de Clifford
- 30 juillet : Thomas de Strickland, porte-étendard
- 18 septembre : Edmund Lacey, évêque d'Exeter
- 23 octobre : Nicholas Radford, homme de loi
- 15 novembre : John Scrope, 4e baron Scrope de Masham (en)
- Date inconnue :
  - John Kette, chanoine de Windsor
  - Thomas Manningham, member of Parliament
  - Thomas Rede, marchand
  - John Sheldwich, homme de loi